# Tambor (arma de fogo)

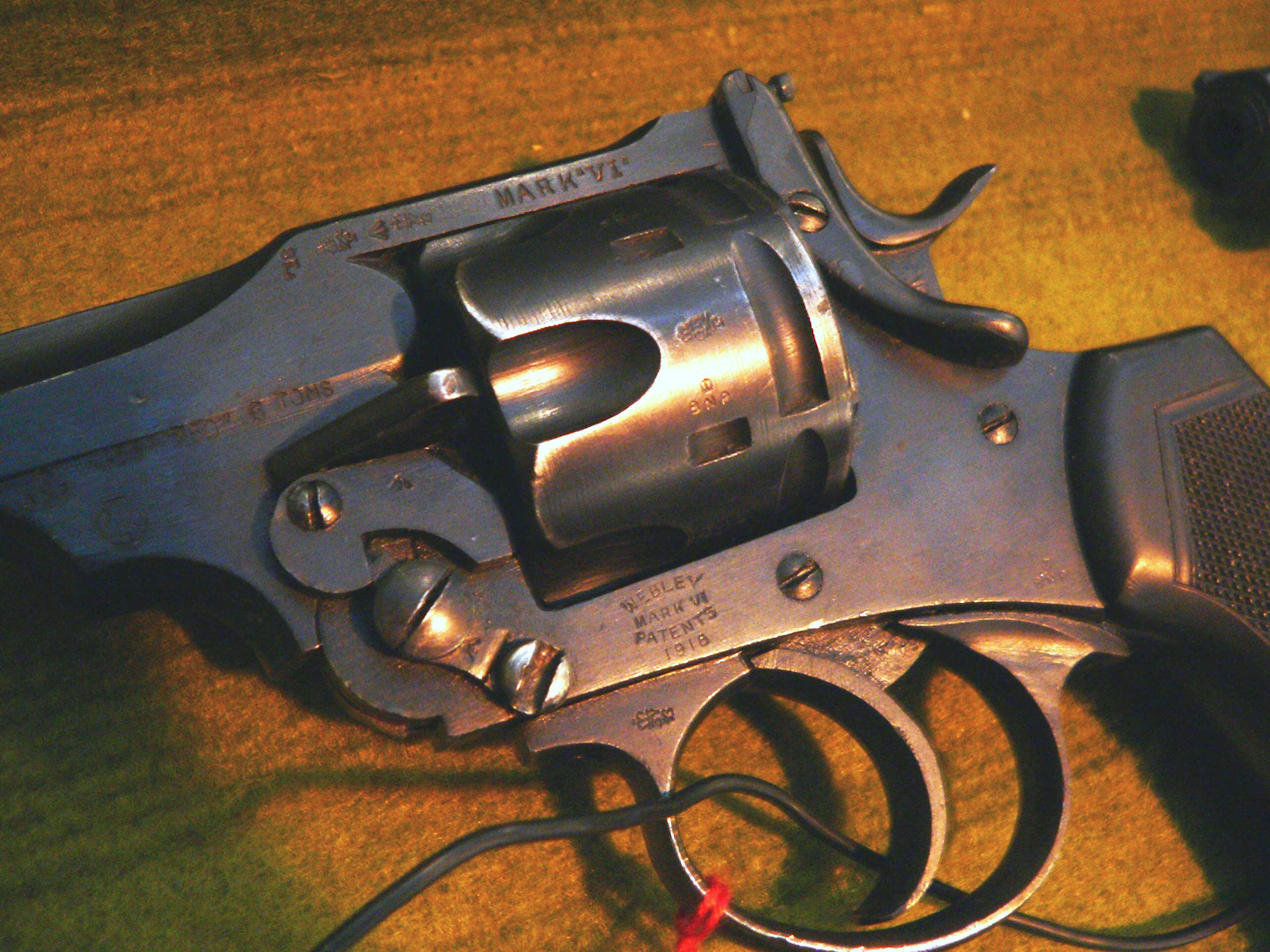
Detalhe de um tambor em uma Webley Mk VI.

O  tambor, também  chamado de cilindro é, em armas de fogo (mais precisamente revólveres),  uma peça rotativa com câmaras concêntricas dispostas no mesmo raio e alinhamento do cano. 

## Visão geral
As câmaras do tambor abrigam munições a serem disparadas pelo percutor do revólver, que pode estar fixo no cão do revólver ou na armação, e o disparo se dá através do acionamento do gatilho. Cada câmara do cilindro abriga apenas uma munição, normalmente sendo a capacidade de um tambor de 6 munições, porém existem tambores com capacidade para 4, 5, 6, 7, 8, 10, ou mais munições. O tambor do revólver é a peça destinada a suportar as maiores pressões geradas pela ignição da espoleta e a queima do propelente da munição; por esse fato, os tambores de revólveres são fabricado com materiais altamente resistentes como aços ao carbono e aços de baixa liga e inoxidáveis. Geralmente, para aumentar a sua resistência mecânica, esses materiais passam por um tratamento termo físico como a têmpera e revenido para conferir ao tambor maior tenacidade.

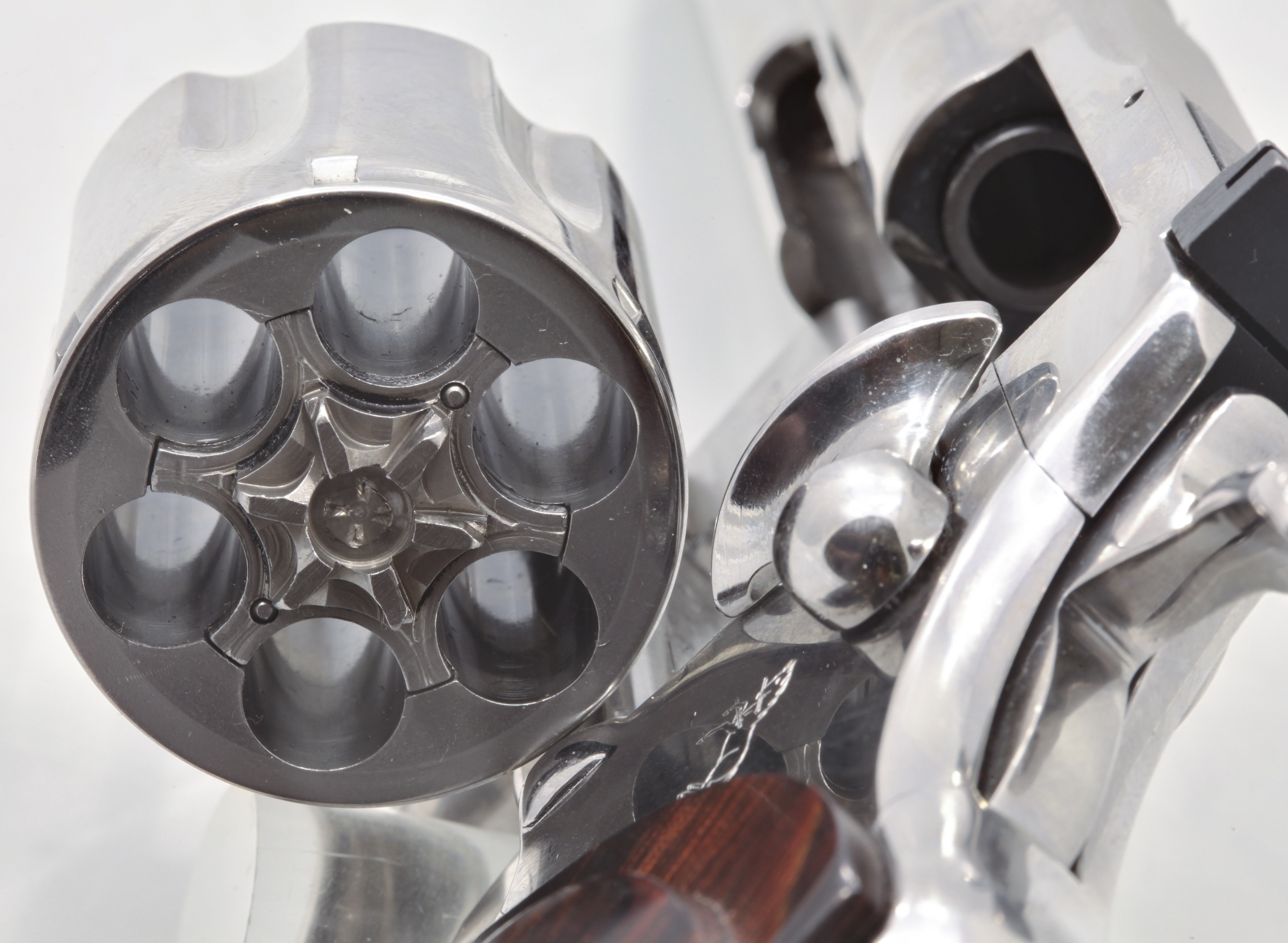
Um revólver com o tambor aberto exibindo suas câmaras.

Existem vários tipos de formas de se acessar as câmaras do tambor do revólver dependendo do seu modelo; alguns podem ser acessados por uma portinhola lateral como no modelo Colt Single Action, outros podem quebrar a armação para baixo como é o caso do Webley MKIV, e, nos modelos mais atuais, o tambor tomba lateralmente, permitindo a extração de todas munições ao mesmo tempo, além de carregamento rápido com o uso de dispositivos de carregamento rápido.